# Хасетания

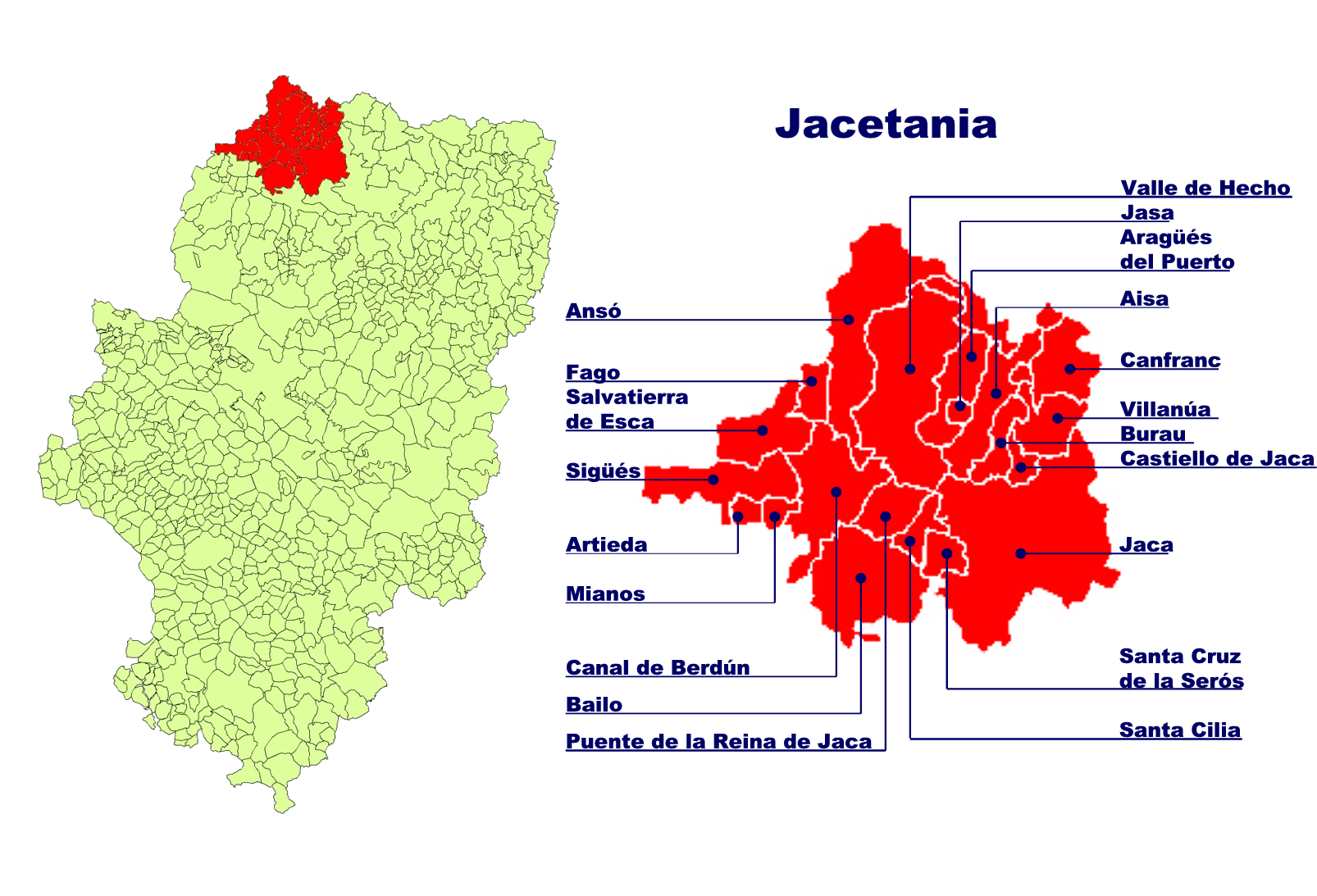

Хасета́ния (исп. Jacetania, кат. Jacetània, араг. Chacetania) — район (комарка) в Испании, частично входит в провинцию Уэска, а частично в провинцию Сарагоса в составе автономного сообщества Арагон.
Название восходит к племени якетанов, живших здесь в доримскую эпоху.

## Муниципалитеты
1. Аиса
2. Ансо
3. Арагуэс-дель-Пуэрто
4. Артьеда
5. Байло
6. Борау
7. Каналь-де-Бердун
8. Канфранк
9. Кастьельо-де-Хака
10. Фаго
11. Хака
12. Хаса
13. Мьянос
14. Пуэнте-ла-Рейна-де-Хака
15. Сальватьерра-де-Эска
16. Санта-Силиа
17. Санта-Крус-де-ла-Серос
18. Сигуэс
19. Валье-де-Эчо
20. Вильянуа